# Protentomobrya walkeri
Protentomobrya walkeri (лат.) — ископаемый вид скрыточелюстных членистоногих из дкласса ногохвостки (Collembola), единственный в составе семейства Protentomobryidae Folsom, 1937.

## Описание
Обнаружен в канадском янтаре (типовая местность: Cedar Lake, ROM collection). Кампанский ярус мелового периода (Campanian terrestrial amber; Foremost Formation, Канада, около 80 млн лет назад).